# 徐步高槍擊案
徐步高槍擊案是指於2001年至2006年在香港發生的三宗涉及休班警員徐步高的槍擊案，包括發生於2001年3月的荃灣石圍角邨槍擊案、2001年12月的荃灣麗城花園恒生銀行劫殺案及2006年3月的尖沙咀警員槍擊案。三宗案件合共造成4人死亡，包括警員梁成恩、巴基斯坦籍銀行警衛達法爾·伊克巴爾·汗（Zafar Iqbal Khan）、警員曾國恒和非法殺害上述3人的休班警員徐步高，另外並造成警員冼家強嚴重受傷。由於「警察殺警察」案情嚴重且複雜，受香港社會關注及傳媒廣泛報導。
2007年2月26日，死因裁判法庭將上述三宗案件的死因研訊合併審理，於同年4月25日審結，陪審團一致裁定徐步高非法殺死案中3人，而他本人則是合法被殺。

## 案情主角
- 徐步高（休班警），主謀，被槍殺。1970生於福建邵武，1978年移民英屬香港。
- 梁成恩（警員），被槍殺。
- 達法爾·伊克巴爾·汗（銀行警衛），被槍殺。巴基斯坦裔香港人。
- 冼家强（警員），被槍傷重傷。
- 曾國恒（警員），被槍殺。

## 荃灣石圍角邨槍擊案

### 案發經過
2001年3月13日中午12時，梨木樹警署接到電話，一名自稱姓陳的男子投訴受到梨木樹邨松樹樓15樓一單位的電視聲所騷擾，並留下手機號碼。交通總部警員到場發現並無噪音問題，回電未能接觸投訴人後離開。
3月14日中午12時，荃灣警署報案室一個供內部使用、沒有錄音裝置的電話，接到一名自稱姓曾的男子投訴石圍角邨的音響噪音；由於石圍角邨不屬荃灣警區，值班警員遂轉告投訴人致電梨木樹警署。中午12時05分，梨木樹警署接獲一名曾姓男子的電話，投訴石圍角邨石桃樓A座552室有音響噪音。值日室警員按當值表，通知與梁成恩同屬梨木樹警區軍裝巡邏小隊第3隊的警員陳子坤前往。
當日早上，梁成恩因為處理一宗襲擊案而留在梨木樹警署替一名女證人錄取口供，並沒有出外巡邏，並且與陳子坤調換了午膳時段。梁成恩在警署用過午膳，準備到石圍角邨為襲擊案錄取另一份口供，聽到同僚被召喚，就主動透過無線電通話器回應報案室：「是否有任務？」報案室警員重複了指示，當時身在警車的梁成恩決定接手，讓拍檔陳子坤可以原車回到警署午膳。10分鐘後，警車到達石圍角邨石翠樓巴士站，梁成恩與陳子坤有短暫的交談後，單獨上樓處理噪音投訴。12時20分，梁成恩抵達石桃樓，但未有發現，於是以手機回覆報案室：「已到石桃樓552室，但聽不到有聲音，不如給我報案人的手提電話，我直接聯絡他。」值班女警於是根據資料告知梁成恩該投訴人電話號碼。
12時30分，警方收到居民報案，在石桃樓B座發現一名警員躺臥在血泊中，其後又接到居民聽到槍聲的報案。控制中心調派附近巡邏的警員前往支援及召救護員到場。陳子坤在警署槍房門口退還裝備時收到有關訊息，即時取回佩槍及子彈等裝備，自行乘搭的士趕赴現場。最先抵達現場的警員，發現梁成恩身中多槍，躺臥在五樓552室旁梯間的防煙門前，背部留下一片血泊，警帽及手提電話散落一地，並發現佩槍（型號屬史密斯威森軍警型左輪手槍，編號為RHKP-7215）和快速上彈器（含6發子彈）失蹤，於是通知上級增援。由於不能排除兇徒仍在附近，大批警員穿上避彈衣及頭盔，配備雷明登霰彈槍、HK MP5冲锋枪封鎖現場，所有離開大廈的住客，警員都以槍口對準，喝令轉身及舉手緩步走出，並逐一搜身檢查。當時到場的陳子坤由於沒有配備避彈衣，因此被衝鋒隊指揮官拒絕准許上樓。穿上防彈衣的救護員由多名持槍警員掩護下再次登樓重返現場。六年後，死因研訊主任陸貽信盤問因為上司安排對換午膳而逃過槍擊案的陳子坤，死因研訊主任問他最後一個問題是「你是否覺得自己好夠運？」。按明報報導，「證人台上的陳子坤沉吟片刻，反問﹕『我是否一定要答？』陸貽信最後決定撤回問題。今年（2007年）35歲、1994年平安夜加入警隊的陳子坤對自己的遭遇有何感想，旁人再無從得知。」
12時38分，梨木樹分區第三巡邏小隊主管林蔭民督察抵達現場，發現身中五槍（分別擊中左肩膀、後頸左方、左胸腔下方、左眉骨及頭蓋骨中央）的梁成恩面部朝天，「左眼凹陷，面色蒼白，沒有呼吸」。梁成恩其後被送往仁濟醫院搶救，13時41分證實死亡。
警方其後破門進入遭投訴噪音的552室單位，證實空無一人，其後再破門搜查13個無人應門單位。警方追查該投訴電話，證實由手機打出，並無正式登記機主。由於噪音投訴證實虛報，而警員槍袋有特別的防搶槍裝置，因此警方認為兇徒是存心佈局犯罪行兇，並可能是熟悉警方內部運作者所為。

### 蒐證及調查
由於沒有目擊者，警方必須依靠環境證據及科學鑑證技術蒐證。有住戶供稱，案發時兇案現場附近的545及547室外，有3個可疑的白色垃圾膠袋。在聽到槍聲前，又聽見有人在走廊拖行垃圾袋，懷疑是兇徒假扮清潔工人的道具。而鑑證人員在現場的門框、後樓梯位置發現血漬，偏偏在右邊一道防煙門不見血漬，因此估計當時兇手將右門打開，並埋伏在右門襲擊梁成恩，鑑證專家從門口及梁成恩的頸部套取到懷疑屬於兇手的衣物纖維。在梁成恩身旁發現一個懷疑屬於兇手的口罩，法證專家則找到死者和一名不知名男子的DNA樣本。此不明男子的DNA樣本，在與5年後尖沙咀警員槍擊案被擊斃的疑犯徐步高的DNA檢驗比對後，證實兩者吻合。
鑑證專家根據血濺形態分析，推測梁成恩身中的5槍，其中3個中槍位置離地面非常近，而且是近距離射擊所造成。根據梁成恩的頭部槍傷，不排除兇徒貼著死者頭皮射擊的可能性。軍械鑑證專家則指出，現場發現的全部子彈，均屬同一類的.38口徑警方專用子彈，從子彈及碎片的來福線研判證實是由同一支警槍發射的。現場共開6槍，其中5槍擊中梁成恩。此外，軍械鑑證亦證實梁成恩可能有接觸過佩槍，但由於梁成恩的雙手手掌及手背並沒有發現開槍後的遺留物料，因此證明梁成恩當日並未開火。根據法醫的推斷，肯定梁成恩頭頂所中的是第一槍，亦是致命的一槍，懷疑梁成恩當時應是被人用武器或其他方式威脅蹲下或跪下，然後被人在頭頂開槍。梁成恩頭部中三槍倒地後，被人拉扯風褸衣領翻轉成向右側臥，再被人從背面開兩槍。
警方曾經尋遍全港共1,160間出售口罩的店舖，甚至聯繫中华人民共和国人民警察助查，但都找不到口罩的來源。警方亦對梁成恩的背景作全面調查，接見逾350名梁成恩生前朋友同僚，包括同學、警區同事，和一同在警察機動部隊受訓的同學。警方亦檢閱設置在石圍角邨8座大廈、地鐵大窩口站及荃灣站的閉路電視影像片段調查疑兇的逃走路線。
尖沙咀警員槍擊案後，警方從徐步高及妻子的八達通紀錄，發現徐在案發當日使用自己的個人八達通，在上午9時許乘搭E31號巴士，該路線由東涌逸東邨駛至荃灣愉景新城，愉景新城當時有不能使用八達通繳付車資的紅色小巴駛往石圍角邨，如果徒步前往則需時10分鐘，而案發前徐步高曾多次前往現場附近。

## 荃灣麗城花園恒生銀行劫殺案

### 案發經過

警方所公佈的麗城花園恆生銀行劫案閉路電視拍攝照片，可見左手持槍的蒙面劫匪在櫃檯外

2001年12月5日中午12時10分31秒，一名身穿鮮紅色長袖上衣、黑色便服長褲、戴白色手套及墨綠色頭套、左手持.38左輪手槍的男子衝入荃灣麗城花園麗城廣場6號地舖的恒生銀行行劫。當時巴基斯坦籍銀行警衛達法爾·伊克巴爾·汗
立刻舉槍與歹徒對峙，並以粤语對歹徒說：「做咩事？唔好亂黎！」（幹什麼？不要亂來！）歹徒步步進逼，向達法爾大喝兩聲：「放低槍！」（把槍放下！）但達法爾沒有反應，歹徒遂向他身上開了兩槍。歹徒其後攀上櫃檯的玻璃屏風，此時Khan雖中槍，但仍企圖還擊，站直身子，舉起霰彈槍瞄準歹徒。歹徒見狀，就從窗口躍下，快速繞到達法爾身後，將他按在地上，瞄準其後頸近距離再開一槍，達法爾最終不支倒地。
此時，分行經理區麗晶按動連接總行保安部的警鐘，並壓低聲線報警，但由於聲線太弱，999報案中心人員未有清楚聽到內容。歹徒從4號窗攀過玻璃屏風，見到區拿著電話筒，即對她說：「咪郁，有炸彈！唔准聽電話，踎低！」（別動，有炸彈！禁止聽電話，蹲下！）歹徒最先由4號櫃檯的抽屜取出現金，然後發現5、6號櫃沒有放置現金，再搜7號及3號櫃檯，迅速掠去49萬2880港元及1091美元，歹徒於12時11分49秒離開銀行，全程僅1分18秒。其後歹徒進入麗城廣場，經商場後門逃往麗城花園第6、7座平台，然後沿行人天橋往海安路方向逃去無蹤。
達法爾·伊克巴爾·汗於12時30分被送往仁濟醫院，送院前證實不治。

### 蒐證及調查
歹徒在銀行的4號與5號櫃位表面及現場紙張上，分別留下3個鞋印。鑑證人員將鞋印與現場閉路電視錄影比對後，確認現場遺下的鞋印，同屬一隻穿上美津濃男裝27號半（日本尺碼，即鞋身長度為31厘米）的波鞋所留下。該款波鞋為2001年中推出市場的Next Alpha款式，型號8KO 00144，每對售價290港元。該款波鞋在港出售共800對，而尺碼為27號半的僅有130對，並於2001年底全部售出。歹徒案中留下美津濃運動鞋的鞋印，探員調查得悉全港共有40個出售同款鞋的零售商，而警察俱樂部及機動部隊亦有出售該鞋款。由於相信是警員所為，探員曾經透過警隊官方刊物《警聲》及在各區警局張貼海報，呼籲在警隊內部購買4款指定波鞋的同僚，可以用舊鞋換領300元贈券，而其中一款相信就是為兇徒所穿著。然而，最後有12名警員更換舊鞋，但全部都並非當日犯案的同款運動鞋，有關行動亦徒勞無功。
警方根據銀行錄影系統拍攝下來的歹徒外形，透過專家發出素描並懸紅100萬元通緝，而恒生銀行亦懸紅100萬元通緝歹徒。軍械鑑證專家證實槍殺巴籍警衛的子彈，與同年3月槍殺警員梁成恩的子彈來福線相同，即發射自同一支.38口徑的手槍。警方因此將案件合併梁成恩案處理，疑兇亦列作全球通緝犯名單之內，但一直未成功將歹徒歸案。
在尖沙咀警員槍擊案發生後，警員到案中死者徐步高位於東涌的住所進行搜查，先後檢走超過60件證物及27盒生活錄影帶，發現一些證明徐步高可能涉及此案的證據。在徐家的電視組合櫃內，警方搜到一個刻有「2000年中國銀川國際摩托旅遊節組委會贈」的紀念座，於是派員前往寧夏銀川進行調查，證實徐步高曾經參加活動並接受當地媒體訪問，大會亦頒贈有會徽刺繡圖案的長袖上衣及紀念座，而徐步高在家庭錄影帶片段亦曾穿上這件紅衣。「銀川國際摩托旅遊節」的三角形標誌與劫案歹徒所穿的紅色上衣的圖案相似，相信劫匪犯案時把衣服反轉穿著，故圖案及背後招牌的反轉，原應印在左胸前的標誌，變成在右胸出現，與標誌在上衣的位置一致。
警方從徐步高及妻子的八達通紀錄，發現兩人有交換使用八達通卡的習慣，而徐在案發當日利用妻子李寶玲的八達通卡在早上11時許乘搭E31號巴士前往愉景新城，11時53分再轉乘專線小巴96B前往麗城花園。劫案於中午12時10分發生，而案發後一個多小時，徐再用同一張八達通乘搭地鐵回警署報到。

## 尖沙咀警員槍擊案

### 案發經過
2006年3月16日晚上11點，隸屬尖沙咀分區巡邏小隊第一隊警員冼家強，與一星期前由九龍城警區調職的警員曾國恒，在尖沙咀警署接受15分鐘工作訓示後，乘坐警車抵達尖沙咀天星碼頭開始巡邏，當日他們的巡邏路線是「第19咇」，由天星碼頭出發，沿廣東道北行，經海洋中心、新港中心、彩星中心及中港城至柯士甸道的交界，再經行人隧道（即案發地點），右轉往麗澤中學折返。兩人途中曾於海防道附近截停及盤問一名男子，其後證實無可疑並放行。
3月17日凌晨1時12分，兩人走到柯士甸道道行人隧道，並在隧道中央的警員簽簿處簽到，當時情況平靜，亦沒有發現其他人。兩人在隧道內向港景峰方向前進，走在前頭的冼家強正準備沿隧道樓梯拾級而上時，突然看到梯間左邊靠牆位置，有一名神情非常可疑、古怪的男子站在高一級，該名男子戴著款式古舊的啡色膠框眼鏡，黑色假髮，雙手放在腰間，當冼家強想截停盤問該名男子之際，該男子突然從腰間拔槍，並向他們開火。冼家強和曾國恒兩人均中槍，其中曾國恒被打穿臉部後擊中喉部，而冼家強臉部也中一槍。冼家強腦海空白一瞬間後意識到自己中槍，並拔槍指向該男子，但對方試圖用右手捉著冼家強持槍的雙手，冼隨即開了一槍，並與該男子進行糾纏。接著見到對方的手槍從左手跌下，冼再開第2槍「卻沒有聲響」，故再開第3槍。兩人糾纏期間，雙方互相拉扯，該男子曾試圖屈曲冼家強的雙手，令槍管指向冼，冼發力還擊將槍管指向對方。混亂中冼腳部再中一槍，然後，倒地的曾國恒向該男子連開5槍，全部打中該男子，冼感到該男子身體開始乏力，隨即用力將他按在地上，兩人雙雙倒地。冼家強負傷倒地之後，右手緊握警槍指向該名男子，左手按動無線電通話器通知總部，直到聽到增援警員到場才鬆開緊握的佩槍。在槍戰發生後，中槍倒地的曾國恒曾經以低沉聲音要求一名正準備進入隧道的途人替他報警，當時該名途人面露惶恐，收起使用中的手提電話，立刻攀過鐵欄越過廣東道，朝尖沙咀方向不顧而去。
警察指揮及控制中心在凌晨1時14分12秒，首先接到曾國恒按動通訊器的緊急掣，2秒後收到冼家強按動緊急掣，並嘗試與兩人聯絡，但沒人回應，只有背景雜聲。1時14分22秒，冼兩次通知中心：「廣東道行人隧道，開槍」；1時14分55秒，冼再向中心報告：「廣東道行人隧道Open Fire，救命呀！」；1時15分07秒，冼向控制中心報告自己中槍。控制中心在1時15分派遣衝鋒隊到場支援，1時15分20秒，警長黃正強最先趕到現場，發現曾國恒、冼家強和可疑男子倒臥在隧道內。當時冼家強左手還執住俯伏在他身旁的疑人衣領，並向黃求救。另一名趕到現場的警長林鎮雄則替疑人扣上手銬，並翻開他的身體檢查，發現他右胸壓著一支已生銹、槍嘴有血漬，而且以黃色膠紙包裹槍柄的手槍。
受傷警員曾國恒及疑犯徐步高分別於凌晨1時36分及38分送抵伊利沙伯醫院救治，兩人於1時47分及1時45分證實死亡。警方事後調查，徐步高犯案所持左輪手槍，為2001年遭殺害的警員梁成恩所有。

### 蒐證及調查
警方從疑犯身上的個人證件，證實疑犯就是休班警員徐步高。在他身上亦發現一對警用黑色皮手套、兩束分別有兩條及四條的鎖匙、一個放有警察委任證、警察體育遊樂會會員證、身分證、住戶證等個人證件的啡色錢包、兩張駕駛執照及一張載列大嶼山竹篙灣警崗同僚電話的通訊錄。根據警方調查所得，徐步高在3月16日晚上11時48分下班離開大嶼山北警署，往他的住所東涌裕東苑的停車場取電單車，花4分鐘駕電單車往逸東邨家興停車場。其後，徐轉駛一部報失客貨車，由東涌開往油麻地官涌街，泊車後步行抵達案發現場，警方模擬所需時間約為33分鐘，推測徐於當晚12時21分抵達現場。探員在徐步高的電單車搜獲與他離開警署時穿著類似的衣物，相信他在出發之前曾經易容更衣。
警方在徐步高的電單車上撿獲一張記錄了巡警到廣東道政府合署簽簿時間、巡警數目等資料的紙張，由此可分析出廣東道行人隧道是尖沙咀警區及油麻地警區的警員巡邏交界，兩區警員巡邏時都會經過隧道，但經由不同出口離開，路線不會重疊。警方懷疑有人刻意抄下兩區警員簽更時間，得悉凌晨1時半前兩區的警員不會同時在隧道內出現。而案發時全港405條行人隧道之中，僅有7條隧道同時設有弧鏡及警員簽到簿，案發的廣東道行人隧道是尖沙咀區內4條同類隧道之中，唯一沒有安裝上閉路電視的，加上隧道附近環境空曠，利於觀察其他入口是否有人進出。隧道位置鄰近三號幹線，利於犯案後迅速逃逸。行人隧道內管道及平台附近共有5面凸鏡，其中4面證實曾經被人移動過，使兇徒更能觀察警員進出而不被發覺。因此，警方認為兇徒顯然經過精心策劃，以巡邏警員為埋伏目標。
警方亦證實徐步高所持手槍的編號，與梁成恩被搶去的佩槍相同，而在案發當日槍內3發子彈都成功發射，留下3顆彈殼；冼家強所持的警槍，其中3發子彈有被撞槌擊撞過，但只有第1發及第3發子彈成功發出，第2發留在槍內，故手槍內仍有4發子彈。曾國恒的警槍則成功射出5發子彈，餘下1發在手槍內。現場共開10槍，其中冼家強所開兩槍並沒有擊中；徐步高所持手槍兩槍擊中冼家強、一槍擊中曾國恒；曾國恒所開5槍則全部擊中徐步高。現場所撿取的3支手槍均性能良好，然而徐步高所持的手槍用以固定彈弓的螺絲已受侵蝕而變短，被人放置紙張夾在螺絲與彈弓中間的空位，以固定彈弓位置，維持槍枝的發射功能。
法醫報告指出，曾國恒在左耳前方位置中一槍，子彈打穿下顎骨至骨折，至喉嚨的左後方，子彈因撞擊到頸椎而「轉向」，折射至右頸方向，並將右頸的大動脈、靜脈、神經線全部切斷。右內頸的傷口嚴重出血，令大量血液灌入氣管，阻塞呼吸道致死。但由於傷勢未觸及脊髓及中央神經系統，法醫推斷曾國恒在中槍之後應能保持清醒及一定的活動能力，足以負傷走到平台另一端，然後向兇徒連開5槍。冼家強則身中兩槍，一槍從右鼻孔打入，撕裂右鼻翼及損壞軟組織，從右耳後方直出；另一槍擊中左腳小腿，相信是案發期間有人糾纏令槍支跌落地，引發「走火」所造成。徐步高則身中五槍，都由身體右邊射入，彈道方向相若，估計五槍是在短時間內連續發射。其中致命的一槍從右腋下射入，水平貫穿身體，子彈進入胸腔後，打穿其右肺、心臟及左肺，造成大量出血及心肺功能受損。其餘分別擊中右胸下方、右後腰、另有兩槍由徐的右下背打入脊椎，足以令他的下肢即時失去感覺及活動能力。根據三人傷勢及血濺痕跡等現場環境證據，法醫推斷疑兇徐步高當時在隧道平台的左邊位置（即港景峰出口），向冼家強與曾國恒施襲。冼家強面部先中槍，受傷後撞倒尾隨其後的曾國恒，此時疑兇近距離向曾面部開一槍。其後徐步高與冼家強發生糾纏，此時仍然清醒的曾國恒負傷移至隧道平台的左邊位置，向疑兇開火5槍還擊，然後將警槍放回槍袋內，並向路過的途人呼救，最後不支倒地。

## 調查過程
徐步高涉嫌參與的三宗案件由有組織罪案及三合會調查科C組負責，為香港警察歷史上最大規模的調查之一。考慮到疑犯可能是警務人員及為了避免疑犯隨時棄掉兇器，有關調查工作雖然規模甚大，惟進行得相當低調。有關調查工作定期需要向警務處助理處長（刑事）匯報及跟進。
自2001年至2006年間，整宗案件共調查3,667人，包括2,849名警務人員、623名前警務人員及195名可疑人士。探員每日向3名警務人員問話，惟絲毫不透露調查原因。由於疑犯身手敏捷，探員亦對特別任務連及機場特警組人員調查。此外，警務處利用重大事件調查及災難支援工作系統就可能線索，包括警務人員的個人特徵及行蹤紀錄等，進行分析與比對，惟並無重要發現。由於嫌犯徐步高在警務處的紀錄為使用右手射擊，加上其委任證個人照片無法看出其「兜風耳」特徵，他亦無向警察福利基金借款的記錄，因此徐步高一直未被列為調查對象。此外，雖然警務處進行了多次大型搜索行動，惟梁成恩被搶去的快速上彈器仍然下落不明。
當時負責案件偵緝事務的香港警隊刑事部主管李家超，於2017年晉升為香港保安局局長，於2021年晉升為香港政務司司長，於2022年被選為香港特別行政區行政長官。

## 死因研訊
死因裁判法庭於2007年2月26日起合併審理涉及徐步高的三宗開槍引致四人死亡案件的死因聆訊，聆訊共進行36天，由2005年李婉儀自殺案的死因庭裁判官陳碧橋擔任死因裁判官。警方的死因調查報告交代三案的調查結果、徐步高的個人背景及財務狀況等。聆訊一共傳召116位證人作供，呈堂證物達258件（未呈堂證物達1073件）。陳碧橋在聆訊尾聲引導陪審團，總結案情及提出以下重點：
- 荃灣石圍角邨槍擊案：現場染血口罩上發現的DNA跟徐步高的吻合[59]；
- 荃灣麗城花園恒生銀行劫殺案：雖然來自銀川的證人表示曾贈予紅色大會衣服給徐步高，但是否就是案中歹徒所穿的紅衣，最終由陪審員決定；戴上頭套的歹徒是「兜風耳」，警方其後替徐的屍體戴上頭套，也發現徐步高有此特徵，但徐是否就是歹徒須由陪審員決定[59]；
- 尖沙咀警員槍擊案：數名證人對梁成恩失槍所在位置有出入[59]。
- 梁成恩、達法爾·伊克巴爾·汗及曾國恒的死因需在「毫無合理疑點下」接納證據並作出裁決；而徐步高的死因，只需符合「相對可能性」的標準，即是說「較為合理」的推論，已可接納。陪審員應該先就四人之死因作是否「合法」或「非法」被殺作為考慮，如答案是肯定的，則不需考慮「存疑裁決」[60]。

2007年4月25日，陪審團在毫無合理疑點的嚴格標準下一致裁定，徐步高是非法殺害梁成恩、達法爾·伊克巴爾·汗及曾國恒的兇手，而徐步高則被裁定合法被殺，原因是他先開槍射擊正在執勤的冼家強及曾國恒，後被曾國恒開槍還擊。

## 評論與社會影響

### 傳媒未審先判
在尖沙咀警員槍擊案發生後，傳媒就事件進行連續幾個星期的大篇報導，傳媒很快將矛頭指向兇嫌徐步高身上，幾份銷量大報冠以「魔鬼警察」、「狂魔」、「魔警」等標籤，更有媒體為求銷量不惜刊登一些有待求證的新聞資料，後來都被警方否認。對於將進入司法程序的案件而言，輿論的未審先判卻有引導公眾、影響陪審團判斷之嫌，涉事者或有藐視法庭的刑事責任，不過當時法庭未有阻止相關報導。。
由於徐步高生前曾與妻子參加亞洲電視遊戲節目《百萬富翁》，亞視有意剪輯片段重播，徐妻曾要求亞視不要重播但遭到拒絕。2006年3月25日晚，亞視在一片爭議聲下播出《徐步高事件實錄》，廣播事務管理局其後共接獲602宗投訴，指亞視播放該節目的做法不顧徐家感受、令人不安、不宜於合家歡時段播出、影響警方調查構成不公，以及節目對徐步高造成人身攻擊等。

### 死因庭處理惹非議
死因庭在徐步高死後1年才召開死因聆訊，更將本案(徐步高槍擊案)連同2001年梁成恩遇襲案和麗城花園恆生銀行劫案三案作綑綁式處理，死因庭從未有此先例。而陪審團竟在長達37天的聆訊未有一人提出疑問。最終死因庭裁定徐步高屬「合法被殺」，原因是其他遇害者是死在其手，屬「非法被殺」，但由死因庭直接掀出别案兇手的做法從未有案例可循，當時外界對死因庭的裁決存在爭議，有法律界人士質疑審訊是否公平。
死因聆訊也未能釐清所有疑團，如犯案動機、案發現場有否第四者、曾國恆臨死前將佩槍套回槍袋、開了10槍為何有11處痕跡、徐步高是否左右手均能開槍等，至今也未能解釋。證人供詞亦有明顯的隱瞞，專家證人對於徐的犯罪動機僅能以心理狀況作合理推測，但環境證據無法完全確認徐是單獨犯罪。有媒體以美國麻省理工大學語言學者喬姆斯基於1988年提出製造共識理論作分析，認為部分媒體現象符合該理論的若干假設。香港靈異節目主持人陳雲海則在其網上電視節目《談談靈說說怪 - 夏日大出擊 ： 徐步高奇案 - 反判 (一)》及《談談靈說說怪 - 夏日大出擊 ： 徐步高奇案 - 反判 (二)》就死因聆訊提出他「絕對主觀的個人分析」(雲海語)和幾點質疑。

### 生前跟蹤政治人物惹聯想
徐步高生前曾跟蹤政治人物，目的成謎。多名網台主持及專欄作家均認為徐步高案疑點重重，陳雲海與翁靜晶曾主動關注調查，雲海更聲稱「查到啲嘢」，但調查期間指有來自警方重案組的人來傳話，著他不要再查，「否則會送命」。由於沒有充分證據和牽連甚廣，雲海最後只表示「真相不能透露」。

### 影視作品
2010年6月，美國A+E電視網付费电视頻道犯罪與調查以徐步高槍擊案為題材，拍攝名為《罪案鑑定錄：香港流氓警察》（「Anatomy Of A Crime: Hong Kong's Rogue Cop」）的記錄片。製作期間，因題材過於敏感，事件中的關鍵人物及親人均拒絕接受訪問，導演更無法來港拍攝，最終攝影隊在港訪問專家及拍攝模擬片段。

#### 改編作品
- 2022年上映的電影《神探大戰》中，對此案件亦有提及，但案件被改為觀塘魔警案。

### 哀悼與授典
- 三案中執勤時遇害的死傷者，先後得到香港特區政府頒發英勇勳章，殉職警員梁成恩與巴藉警衛達法爾·伊克巴爾·汗於2002年獲追授銀英勇勳章及金英勇勳章[74]；警員冼家強與殉職警員曾國恒，則於2006年分別獲頒授及追授金英勇勳章[75]。此外，殉職警員梁成恩與曾國恒的靈柩先後獲准永久安葬位於和合石的公務員墓地——浩園之內。
- 香港警隊於2007年出版的《2006年警察年報》最後一頁，向殉職的曾國恒致敬，是警隊首次在年報悼念殉職警務人員[76]。

### 後續處理
- 荃灣石圍角邨槍擊案發生後，香港警方改良報案室處理投訴的程序，當值人員須核實投訴人電話號碼正確，再由警察中央調配系統派員前往調查[77]。而警員單人巡邏的「單咇制」在案件發生後受到社會各界質疑，警方其後制訂指引，規定上樓巡邏的任務及晚上8時後警員必須雙人巡邏，其餘時間則由每區指揮官自行決定。而梁成恩生前所屬的梨木樹警區[78]，已全面實行「孖咇制」（雙人巡邏）。
- 香港特區政府參考死因庭的裁決後，於2007年10月決定不向徐步高的家屬發放約40萬的死亡恩恤金，成為首次有警務人員於在職期間死亡而不獲發恩恤金的案例[79]。
- 香港律政司在2012年3月入稟高等法院，指警方已向曾國恒及冼家強賠償合共逾353萬元，故向徐步高的遺產管理人索償逾353萬元並加上堂費[80]。案中惟一生還者冼家強在2014年在回憶錄《死裏逃生》發布會表示，顧念到索償對徐步高女兒造成壓力，而放棄入稟向警務處索償[81]。

## 外部連結
- 香港電台「新聞專題 - 槍擊案死因研訊」 （页面存档备份，存于）
- 《蘋果日報》「殺警案死因聆訊審結世紀死因研訊結果： 徐步高殺三人」（僅提供給香港用戶及訂戶使用）
- 《文匯報》「徐步高案」